# Freda Utley
Winifred Utley (23 de enero de 1898 - 21 de enero de 1978), comúnmente conocida como Freda Utley, fue una académica inglesa, activista política y autora de best-sellers. Después de visitar la Unión Soviética en 1927 como activista sindical, se unió al Partido Comunista de Gran Bretaña en 1928. Más tarde, casada y viviendo en Moscú, rápidamente se desilusionó del comunismo. Cuando su esposo ruso, Arcadi Berdichevsky, fue arrestado en 1936, ella escapó a Inglaterra con su hijo pequeño. (Su esposo moriría en 1938).
En 1939, el resto de su familia se mudó a los Estados Unidos, donde se convirtió en una destacada autora y activista anticomunista. Ella se convirtió en ciudadana estadounidense.

## Primeros años y trabajo
El padre de Utley estuvo involucrado con George Bernard Shaw, los fabianos, y luchas laborales antes de convertirse en  abogado, periodista y hombre de negocios. Edward Aveling le presentó a su madre, traductora de Karl Marx y socio desde hace mucho tiempo de su hija, Eleanor Marx. En sus memorias, Utley describe sus primeras influencias como "liberales, socialistas y de libre pensamiento, fuertemente coloreadas por la poesía de la revuelta y la libertad y las leyendas, historias y romances del heroísmo y la aventura".
Utley se educó en un internado en Suiza, después de lo cual regresó a su Inglaterra natal para obtener una licenciatura, título seguido de una maestría en historia (con honores de primera clase) en King's College London. La Huelga General del Reino Unido de 1926 y lo que ella llama la "traición" de los trabajadores por el Consejo de Sindicatos Británicos y el Partido Laborista la hizo más favorable al comunismo. Después de visitar Rusia como vicepresidenta de la Federación Laboral Universitaria en 1927, se unió al Partido Comunista Británico en 1928. Utley escribe sobre su conversión: "Fue una pasión por la emancipación de la humanidad, no el modelo de una sociedad planificada ni ningún anhelo místico de fusionarme en una confraternidad que me absolviera de responsabilidad personal, lo que me llevó al redil comunista y me hizo dejarlo tan pronto como supe que significaba sumisión a la tiranía más total que la humanidad haya experimentado jamás".
De 1926 a 1928, fue investigadora en la London School of Economics. Durante este período, se centró en cuestiones laborales y de producción en la fabricación, en su caso, las industrias textiles de Lancashire y luego comenzó a enfrentarse a la competencia de operadores en India y Japón.
En 1928 se casó con el economista ruso Arcadi Berdichevsky, que había estado trabajando en Inglaterra para Arcos, la misión comercial soviética. Después de una visita a la Unión Soviética en 1928, la Internacional Comunista envió a Berdichevsky y Freda Utley en misiones a Siberia, China y Japón, donde vivió durante nueve meses. En 1931, publicó su primer libro, Lancashire and the Far East, que la estableció como una autoridad en materia de competencia internacional en el comercio del algodón.
A su regreso a Moscú con su esposo, se desilusionó con la incapacidad del sistema para brindar atención médica o vivienda decentes, así como con el sistema corrupto y jerárquico del Partido Comunista. Vivió en Moscú desde 1930 hasta 1936, trabajó como traductora, editora y trabajadora científica sénior en el Instituto de Economía y Política Mundial de la Academia de Ciencias de Rusia. Durante este tiempo también escribió, desde una perspectiva marxista, "Los pies de arcilla de Japón", una exposición de las industrias textiles japonesas que también atacaba el apoyo occidental al imperialismo japonés. El libro fue un best seller internacional, traducido a cinco idiomas y solidificó sus credenciales en los círculos comunistas.
El 14 de abril de 1936, la policía soviética arrestó a su esposo, entonces jefe de un grupo gubernamental de importación / exportación. Incapaz de ayudarlo, se fue poco después a Inglaterra con su hijo Jon, usando nombres y pasaportes británicos. Allí, movilizó a importantes amigos de izquierda como Shaw, Russell y Harold Laski para tratar de encontrar a Arcadi e incluso envió una carta directamente al líder soviético Iósif Stalin. Recibió dos postales de Arcadi que informaban de su condena de cinco años a una prisión del círculo polar ártico por presunta asociación con trotskistas. (Ella misma había coqueteado con el trotskismo.)
En 1956, se enteró de que su esposo había muerto el 30 de marzo de 1938. No sería hasta 2004 que su hijo Jon Basil Utley conocería del gobierno ruso los detalles de la muerte de su padre por parte de un pelotón de fusilamiento por liderar una huelga de hambre en el campo de trabajo penitenciario de Vorkutá. Fue "rehabilitado" póstumamente en 1961 bajo las leyes de desestalinización soviéticas.
En 1938, Utley publicó dos libros sobre los ataques militares de Japón contra China al comienzo de la segunda guerra sino-japonesa (1937-1945). "La apuesta de Japón en China", con una introducción de Laski, describió a Japón como "un estado policial, gobernado por una burocracia unida a una plutocracia". El News Chronicle la nombró corresponsal de guerra y pasó tres meses en China en 1938, haciendo dos viajes al frente. Su libro de 1939 "China at War" idealizó a los comunistas chinos. El trabajo despertó una considerable simpatía popular por China y ayudó a fomentar las malas relaciones con Japón antes de la Segunda Guerra Mundial. Su objetivo era hacerse con una reputación internacional y demostrar sus credenciales comunistas para liberar a su marido. El autor Francis Beckett incluye un capítulo sobre las ordalías de Utley en su libro de 2004 "Las víctimas británicas de Stalin".

## Anticomunismo
Utley, su hijo y su madre se mudaron a los Estados Unidos en 1939. Creyendo que Arcadi estaba muerto, expresó, en la década de 1940, su disgusto con el comunismo y la Unión Soviética en su libro el sueño que perdimos, publicado más tarde como Ilusiones perdidas. Bertrand Russell escribió la introducción: "Conocí a Freda Utley por primera vez cuando estaba en el proceso de convertirse en comunista; seguí conociéndola a través de las etapas de su desencanto, la tragedia del arresto de su esposo y la desesperación inducida por el fracaso de todos sus esfuerzos para conseguir su liberación ". Utley describió su trabajo como emanado de "la única escritora occidental que había conocido Rusia tanto desde adentro como desde abajo, compartiendo algunas de las dificultades y todos los temores del pueblo ruso silenciado por la fuerza".
En una reseña, la autora Pearl Buck escribió: "Es una acusación fuertemente inexpugnable del comunismo ruso. Es una historia fuertemente dramática y lo suficientemente interesante como para hacer una novela importante, la historia de una mente brillante, rigurosamente veraz en esta funcionando...." Los editores comunistas y la intelectualidad tanto en Gran Bretaña como en los Estados Unidos intentaron desacreditar a Utley. En el libro publicado póstumamente "Reagan, en su propia mano: Los escritos de Ronald Reagan que revelan su visión revolucionaria para Estados Unidos", el redactor de discursos de Ronald Reagan escribió sobre Utley que "muchos de los intelectuales no quería escuchar lo que tenía que decir. Tenía unas credenciales académicas impresionantes cuando llegó a los Estados Unidos, pero los editores y la academia le cerraron las puertas. Lo entendió demasiado bien. Había probado el comunismo y había aprendido su falsedad. quienes nunca se han comprometido plenamente con la causa comunista "pueden seguir creyendo en ella".

En 1940, Guido Baracchi, un erudito, comunista y defensor del trabajo, Reveló una carta que Utley había escrito a una amiga en 1938: 
No he pretendido ser estalinista, pero he mantenido la boca cerrada sobre Rusia hasta ahora. Naturalmente, no me quedan ilusiones, ni las tenía antes de que tomaran a Arcadi. No soy trotskista porque me he convencido de que todas las dictaduras son iguales y que el poder corrompe a todos. Sin democracia no puede haber un socialismo real. Pero me temo que el mundo está progresando hacia el "nacionalsocialismo" según el modelo ruso-alemán. Poca diferencia entre ellos ".
 En 1945, "Reader's Digest" envió a Freda Utley a China como corresponsal. El viaje resultó en "Última oportunidad en China", que sostenía que las políticas occidentales, especialmente cortar los armamentos a los Nacionalistas chinos, favorecieron la victoria del Partido Comunista Chino. Ella comenzó una cruzada para nombrar a aquellos que "perdieron China".
En 1948, "Readers Digest" publicó Utley en (Alemania), lo que resultó en el próximo libro de Utley, "El alto costo de la venganza", que critica los crímenes de guerra aliados, incluida la expulsión de millones de alemanes de las naciones europeas después de la Segunda Guerra Mundial y el Plan Morgenthau. También acusó a los Estados Unidos de tortura de Fuerzas enemigas desarmadas, el uso aliado de trabajo esclavo en Francia y la Unión Soviética y criticó los procesos legales Juicios de Núremberg. El libro de Utley fue criticado por "The New York Times" pero, según su propio editor, Reinhold Niebuhr lo elogió en la revista "The Nation".
El último de sus estudios sobre el Lejano Oriente, "The China Story", se publicó en 1951 y fue un éxito de ventas durante varios meses. La revista Time llamó a Utley "una observadora experimentada y de primera mano de los eventos de China". Después de la Crisis del Canal de Suez de 1956, Utley pasó seis meses en el Medio Oriente y publicó su último libro sobre asuntos internacionales "Will the Middle East Go West?" En él, advirtió que el apoyo de Estados Unidos a Israel llevaría a los países árabes a los brazos de los comunistas. En 1970, Utley publicó el primer volumen de su autobiografía "Odyssey of a Liberal", que registró sus primeros experiencias en los círculos de la Sociedad Fabiana, educación, matrimonio, vida en la Unión Soviética y viajes hasta 1945. Nunca publicó el segundo volumen.
Tras su muerte en 1978, la revista "Time" publicó un obituario de Utley.  The New York Times  mencionó una reunión de destacados conservadores para rendir homenaje a Utley diez años después de su muerte. En 2005, su hijo, Jon Utley, recibió el premio Freda Utley por el avance de la libertad, administrado por la Atlas Economic Research Foundation. Se otorgan diez mil dólares al año a los think tanks en el extranjero que promueven el liberalismo económico y un gobierno mínimo.

## Controversias
El best seller de Freda Utley, "Japan's Feet of Clay", fue criticado por inexactitudes fácticas y una visión negativa exagerada del pueblo japonés y una mala interpretación del sistema de clases. El gobierno japonés la responsabilizó por el inicio de un boicot estadounidense de productos japoneses (boicots de productos japoneses) y prohibió el libro y Utley en Japón. Sin embargo, la Universidad de Stanford mantiene "la cobertura de la colección Freda Utley de las condiciones sociopolíticas en el Japón de entreguerras y el conflicto chino-japonés" en su colección japonesa.
Durante finales de la década de 1930 y 1940, Utley apoyó el Acuerdo de Múnich de 1938 con Adolf Hitler porque pensaba que la Unión Soviética era más peligrosa que Hitler y dudaba que Estados Unidos y Gran Bretaña pudieran derrotar la maquinaria de guerra alemana. Además, afirmó que la mayoría de la gente en Sudetenland quería ser parte de Alemania en lugar de Checoslovaquia, como también afirmó la Alemania nazi. Una vez en Estados Unidos, simpatizó con el Primer Comité de Estados Unidos contra la guerra. En 1941, llegó a una audiencia masiva de "Reader's Digest" que pedía una paz negociada entre (Alemania) y Gran Bretaña. También se opuso a la demanda de la rendición incondicional de Alemania.
Sabiendo que sus puntos de vista se basaban en la oposición a la Unión Soviética, los Amigos de la Unión Soviética intentaron durante cuatro años que la deportaran. Finalmente, en 1944, el representante Jerry Voorhis aprobó un proyecto de ley privado para "el alivio de Freda Utley" de 1940 Ley de Registro de Extranjeros.

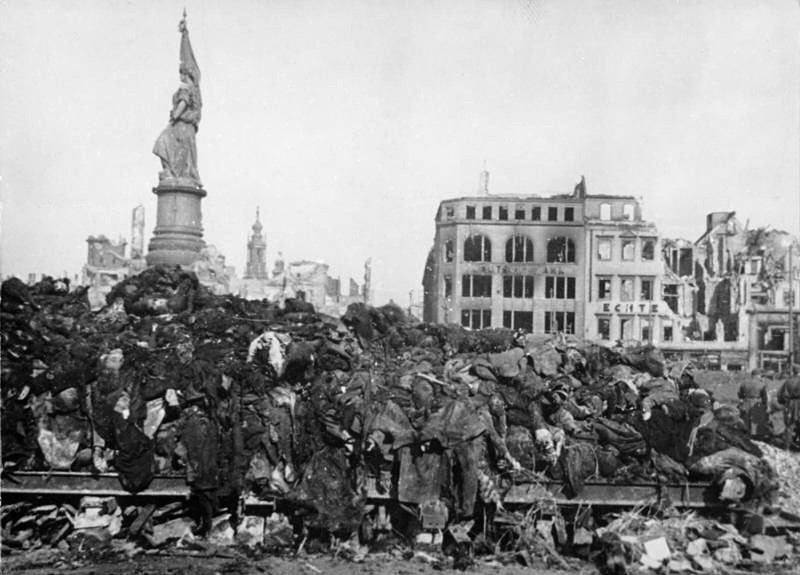
Víctimas del bombardeo aliado de Dresde.

Las críticas de Utley a las políticas de los Aliados en su libro El alto costo de la venganza de 1949 incluyeron cargos de "crímenes contra la humanidad"::

"Un profesor estadounidense reflexivo, a quien conocí en Heidelberg, expresó la opinión de que las autoridades militares de los Estados Unidos, al entrar en Alemania y ver la espantosa destrucción provocada por nuestro bombardeo de destrucción, temían que el conocimiento de ello causaría una repulsa de opinión en Estados Unidos y podría evitar la realización de la política de Washington para Alemania despertando simpatía por los derrotados y la realización de nuestros crímenes de guerra. Ésta, él cree, es la razón por la que el general Eisenhower utilizó toda una flota de aviones para llevar a periodistas, congresistas y eclesiásticos a ver los campos de concentración; la idea es que la visión de las víctimas hambrientas de Hitler borraría la conciencia de nuestra propia culpa. Ciertamente funcionó de esa manera."
Freda Utley – "The High Cost of Vengeance", Chicago, 1949, p.183

Otras declaraciones como: "No hay crimen que cometieron los nazis que nosotros o nuestros aliados no cometimos nosotros mismos". causó controversia. Utley escribió en El alto costo de la venganza: "Me había referido a nuestro| bombardeo de destrucción, la expropiación masiva y expulsión de sus hogares de doce millones Alemanes debido a su raza;| hacer morir de hambre a los alemanes durante los primeros años de la ocupación; el uso de prisioneros como esclavos trabajadores; los campos de concentración rusos, y los saqueos perpetrados por estadounidenses y rusos ". En su libro de 1993 "Negando el Holocausto: El creciente asalto a la verdad y la memoria", la historiadora estadounidense Deborah Lipstadt examina críticamente la difusión y el impacto de tales argumentos por Utley y otros "revisionistas", afirmando que "el argumento de que Estados Unidos cometió atrocidades tan grandes, si no mayores, que las cometidas por Alemania se ha convertido en un punto de apoyo de la negación del Holocausto contemporánea ".
En la década de 1950, Utley ayudó al senador Joseph McCarthy a compilar sus listas de personas de alto rango sospechosas de simpatizar con el comunismo. Presentó pruebas contra el experto en China Owen Lattimore ante el Comité Tydings y pruebas contra supuestos "compañeros de viaje" (simpatizantes comunistas) como el erudito asiático J. K. Fairbank y el autor de Estrella roja sobre China Edgar Snow a otros comités del Congreso.. En el segundo volumen inédito de su autobiografía, sostuvo que McCarthy había sido "capturado por las fuerzas de la ultraderecha y por lo tanto conducido a la destrucción".

## Libros
- Lancashire and the Far East. Allen & Unwin (1931)
- Published under the pseudonym Y.Z. From Moscow To Samarkand. Hogarth Press (1934)
- Japan's Feet of Clay. Faber & Faber, London (1937)
- Japan's Gamble in China. Faber & Faber, London (1938)
- China at War. John Day Company, New York (1938)
- The Dream We Lost: The Soviet Union Then and Now.  John Day Company, New York (1940)
- The High Cost of Vengeance, Henry Regnery Company, Chicago, (1948) (translated to German as Kostspielige Rache)
- Last Chance in China. Indianapolis, Bobbs-Merrill, (1948)
- Lost Illusion (revision of The Dream We Lost), George Allen & Unwin Ltd, (1948)
- The China Story. Henry Regnery Company, Chicago, (1951)
- Will the Middle East Go West?. Henry Regnery Company, Chicago, (1956)
- Odyssey of a Liberal: Memoirs. Washington National Press, Inc., (1970)